# Tutti colpevoli (film)
Tutti colpevoli è un film del 1987 diretto da Volker Schlöndorff, tratto da un romanzo di Ernest J. Gaines.
È stato presentato nella sezione Un Certain Regard al 40º Festival di Cannes.

## Trama
Nella campagna della Louisiana un gruppo di vecchi negri si assume la responsabilità collettiva dell'omicidio di un bianco razzista, compiuto da uno di loro per legittima difesa.

## Critica
«solido dramma sociale, tipicamente americano, che unisce l'impegno civile allo spettacolo... Da segnalare, nel gruppo, il vecchio Papa John Creach, decano dei violinisti country.» ** 